# 洙河
洙河，位于中国山东省中部，是大沽河左岸支流，因河道转折处常潴水为泊，故称“潴河”，今写作“洙河”。发源于莱阳市西北部的丘陵地带，向南流经莱西市河头店镇和莱西市市区，至望城街道辇子头村北入大沽河。全长56.2公里，流域面积420.5平方公里。